# Doctrina Eisenhower

En caso de un ataque de un agresor, un Estado tomaría represalias masivas utilizando una fuerza desproporcionada al tamaño del ataque.

La doctrina de Represalia Masiva es una doctrina militar geoestratégica y una estrategia nuclear por la cual un estado se compromete a tomar represalia contra el enemigo de forma mucho más contundente en caso de ataque. Fue adoptada por el presidente de los EE. UU. Dwight David Eisenhower, tras su exposición en un discurso por parte de su secretario de estado, John Foster Dulles, el 12 de enero de 1954. Esta doctrina, inscripta en el contexto de la Guerra Fría, ponía el énfasis en el uso disuasivo de las armas nucleares y en la intervención en cualquier conflicto en cualquier parte del mundo donde se observara la influencia soviética.

## Estrategia
En caso de ataque por parte de un agresor, el Estado iniciaría una represalia masiva usando una fuerza desproporcionada respecto al tamaño del ataque.
El objetivo de la represalia masiva es disuadir a un adversario de atacar. Para que esta estrategia funcione, debe haber un conocimiento público de todos los posibles agresores. El adversario, a su vez, debe creer que el Estado que anuncia esta doctrina tiene la habilidad de mantener la capacidad de segundo ataque en caso de ser atacado. Debe creer también que el Estado agredido tiene la voluntad de llevar a cabo la amenaza, que probablemente conllevaría el uso de armas nucleares a gran escala.
La Represalia Masiva funciona con los mismos principios que la destrucción mutua asegurada, con la salvedad de que cabría la posibilidad de que incluso un ataque convencional de pequeña escala a un Estado pudiera resultar en una represalia nuclear total.

## Historia
Represalia Masiva es una expresión acuñada por John Foster Dulles, el Secretario de Estado de Eisenhower, en un discurso el 12 de enero de 1954.
Dulles afirmó que los EE. UU. responderían a cualquier provocación militar "en los lugares y con los medios de nuestra elección".
Esto fue interpretado como que los EE. UU. podrían responder a cualquier desafío extranjero con armas nucleares. Dulles también dijo que la defensa local debe ser reforzada por un poder de represalia más disuasivo. Esta cita es la base del término represalia masiva, que apoyaría cualquier defensa convencional contraataques convencionales con un posible ataque de represalia a gran escala que conllevara armas nucleares.
En agosto de 1945 los Estados Unidos causaron los bombardeos nucleares de Hiroshima y Nagasaki en Japón. Cuatro años después, en agosto de 1949 la Unión Soviética desarrolló su propio armamento nuclear. Por aquel entonces ambos lados carecían de los medios necesarios para usar de manera efectiva sus dispositivos nucleares contra su enemigo.
Sin embargo, con la introducción de aeronaves como el Convair B-36 y finalmente con el establecimiento de la tríada nuclear, ambos países estaban incrementando rápidamente su capacidad para enviar armas nucleares al interior del país enemigo.
La doctrina de represalias masivas se basaba en el creciente miedo occidental respecto al equilibrio del poder en fuerzas convencionales, y la correspondiente incapacidad para defenderse o salir victoriosos en el caso de conflictos convencionales. Al confiar en un arsenal nuclear a gran escala para la disuasión, Eisenhower creía que las fuerzas convencionales podrían reducirse mientras aún se mantuviera el prestigio y poder militar y la capacidad para defender el bloque occidental.
En el caso de producirse, por ejemplo, un ataque sobre Berlín, los EE. UU. llevarían a cabo una represalia a gran escala, o masiva, contra la URSS con armamento nuclear. La respuesta a gran escala era pues una extensión de la destrucción mutua asegurada a los ataques convencionales, lo que posiblemente disuadiría a la Unión Soviética de atacar cualquier parte de la esfera de influencia de los Estados Unidos, incluso con armas convencionales.